# 14719 Sobey
14719 Sobey este un asteroid din centura principală de asteroizi.

## Descriere
14719 Sobey este un asteroid din centura principală de asteroizi. A fost descoperit pe 4 februarie 2000 la Socorro, New Mexico, în cadrul proiectului LINEAR. El prezintă o orbită caracterizată de o semiaxă mare de 2,24 ua, o excentricitate de 0,11 și o înclinație de 3,4° în raport cu ecliptica.